# Something They Need
Something They Need là tập thứ mười lăm trong Phần 7 của series phim truyền hình The Walking Dead. Tập phim được phát sóng trên kênh AMC của Mỹ vào ngày 26 tháng 3 năm 2017. Khi phát sóng tại Mỹ, tập phim đã được 10,54 triệu người xem trong đó có 4,9 triệu người từ 18-49 tuổi.

## Nội dung tập
Sau khi Tara kể cho Rick biết về sự tồn tại của Oceanside, họ bắt đầu dẫn một nhóm các cư dân Alexandria lên đường tới đó.
Tại Hilltop, sau khi hướng dẫn kinh nghiệm trồng cây cho Eduardo, Maggie bảo rằng mình sẽ ra ngoài để bứng một cây việt quất vào trồng bên trong cộng đồng. Gregory nhìn theo cô rời đi.
Đến gần Oceanside, nhóm Rick bắt đầu lên kế hoạch cụ thể để chiếm được kho súng của cộng đồng này. Michonne được phân cho nhiệm vụ trèo lên cây và cầm súng bắn tỉa quan sát tình hình xung quanh; Daryl và Jesus chuẩn bị thuốc nổ trong khi Aaron và Eric canh chừng xung quanh.
Eric nói với người yêu rằng cuối cùng anh đã hiểu được lý do Aaron muốn chiến đấu lại The Saviors. Jesus bày tỏ sự tiếc nuối vì đã không ngăn cản Rosita và Sasha rời khỏi để đi ám sát Negan. Tuy nhiên, Daryl trấn an anh ấy rằng Sasha là xạ thủ của nhóm và Rosita biết cách tự lo cho bản thân, cả hai người họ giờ này có thể đã về đến Hilltop.
Ở The Sanctuary, kẻ thuộc The Saviors tên David mở cửa phòng giam trước đây của Daryl, cũng là nơi Sasha vừa bị nhốt vào sau vụ tấn công bất thành. Lợi dụng cô đang bị trói tay chân, hắn lại gần xé áo Sasha và cởi khóa quần để chuẩn bị cưỡng hiếp. Tuy nhiên, Negan lập tức xuất hiện và nhắc cho David nhớ rằng việc hãm hiếp người khác là hành vi bị nghiêm cấm tại đây. Mặc cho David rối rít xin lỗi, hắn vẫn bị Negan dùng dao đâm xuyên cổ và chết ngay tức khắc.
Sau khi được Negan cắt dây trói, Sasha khẳng định rằng việc cô vào đây hoàn toàn là chủ ý cá nhân chứ không phải theo chỉ đạo của Rick. Negan liền bày tỏ sự thích thú trước sự bạo gan của cô và ngỏ ý mời cô gia nhập The Saviors. Hắn đặt con dao của mình xuống và đưa cho Sasha những sự lựa chọn: hoặc là cô không dùng tới nó và để mặc cho tên David cắn chết mình sau khi hắn biến đổi thành xác sống, hoặc là cầm nó lên để tự cứu mình, nhưng sau đó sẽ phải theo phe của Negan.
Khi Negan đã rời khỏi, Eugene mang theo chăn và gối tới cho Sasha. Anh nói rằng cái đêm cùng cả nhóm Rick ở trong rừng và lần đầu chạm trán Negan đã khiến anh sợ hãi tột độ, đó cũng là lý do anh chọn theo hắn để không phải trải qua cảm giác ấy nữa. Eugene cho rằng Sasha cũng nên chịu phục tùng như mình. Tuy nhiên, Sasha liền bảo anh rời khỏi. Ngay sau đó, xác chết của tên David bắt đầu cho thấy dấu hiệu đang biến đổi.
Trong lúc Maggie đang đào rễ cây việt quất bên ngoài Hilltop, Gregory lân la đi đến bắt chuyện. Ông ta ngỏ ý muốn cải thiện mối quan hệ giữa họ và muốn cho các cư dân thấy điều đó. Sau khi nghe Gregory xin lỗi, Maggie đồng ý lát nữa sẽ về nói chuyện cùng ông ta để tìm hiểu cách làm việc cùng nhau. Cô nhờ Gregory để ý xung quanh để mình hoàn thành nốt việc bứng cây. Trong lúc Maggie đang quay lưng đi, ông ta đã nảy sinh ý định dùng dao đâm chết cô, nhưng cuối cùng đã quyết định không làm vậy. Khi một xác sống xuất hiện và lại gần, Gregory chạy về phía nó và bảo rằng sẽ bảo vệ Maggie. Tuy nhiên đến khi đối mặt với nó, ông ta sợ hãi quay ngược trở lại và nhờ Maggie ra tay thay. Một con walker khác bất ngờ tấn công Gregory và cuối cùng Maggie đã xử lý được cả hai con. Khi một nhóm cư dân Hilltop đi ngang qua và chứng kiến sự việc này, một người trong số họ liền mỉa mai khả năng giết xác sống của Gregory không giống như những gì ông ta từng khoe khoang.
Ở Oceanside, Tara lẻn vào nhà của Natania và chĩa súng vào cả bà ấy lẫn Cyndie. Cô giải thích rằng nhóm của mình cần số súng mà họ đang có để chiến đấu lại The Saviors. Mặc cho Tara cố thuyết phục Natania nói chuyện với Rick để tránh những người đang chờ bên ngoài tấn công nơi này, bà ấy vẫn từ chối.
Sau khi không thấy tín hiệu từ Tara, nhóm Rick bắt đầu châm những ngòi thuốc nổ bên ngoài bức tường của Oceanside. Trong khi những cư dân khác sợ hãi bỏ chạy ra ngoài rừng, Beatrice và Kathy chạy đến kho vũ khí thì bị ngăn chặn bởi Daryl, Jesus, Aaron và Eric.
Trong khi đó, Natania bất ngờ đánh lạc hướng Tara và để Cyndie chạy đi lấy súng để khống chế ngược trở lại. Tara đành đưa khẩu súng của mình cho họ và tiết lộ rằng nó không có đạn bên trong.
Những cư dân Oceanside khác chạy ra ngoài rừng đã bị các thành viên nhóm Rick mai phục tụ lại một chỗ, Beatrice và Kathy cũng bị nhóm của Daryl dẫn tới đây. Rick liền tiến tới giải thích rằng nhóm của anh không có ý định làm hại ai cả. Natania bất ngờ xuất hiện, tay chĩa súng vào đầu Tara và yêu cầu nhóm Rick phải rời khỏi đây. Mặc cho Cyndie và một số cư dân khác tỏ ý muốn tham chiến cùng liên minh các cộng đồng, Natania nói rằng bà ấy không muốn họ phải chịu mất mát thêm nữa.
Đúng lúc đó, Michonne từ trên cây quan sát thấy một bầy xác sống lớn đang tiến đến chỗ những người khác và la lên cảnh báo. Cyndie nhân cơ hội này liền đánh ngã Natania. Nhóm Rick liền cùng một số cư dân Oceanside khác dàn đội hình bảo vệ những người còn lại. Sau khi họ đã cùng nhau tiêu diệt được hết đám xác sống, Rick liền bắt tay với Beatrice. Natania đành bỏ đi với vẻ bực bội. Bà ấy bảo rằng nhóm Rick có thể lấy số súng họ có và rời đi, nhưng vẫn không cho phép các cư dân cộng đồng mình tham chiến.
Negan mở cửa phòng giam của Sasha và thấy cô đã dùng con dao hắn bỏ lại để đâm chết xác sống David. Cô nói rằng mình đã quyết định sẽ theo phe hắn. Tuy nhiên, Negan lấy lại con dao và bảo rằng Sasha cần phải chứng minh thêm cho hắn thấy được lòng trung thành của cô. Hắn kể rằng vừa được một nguồn tin báo về việc Rick đang âm thầm chuẩn bị kế hoạch chống lại hắn và cần sự giúp đỡ của Sasha để ngăn anh ấy lại. "Ngày mai sẽ là một ngày trọng đại" - Negan nói.
Trong văn phòng của mình, Gregory lôi tờ giấy được Simon đưa cho trước đó ra nhìn. Ông ta nghiên cứu tấm bản đồ của bang Virginia và gọi Kal vào để nhờ anh ta lái xe đưa mình ra ngoài.
Eugene ghé qua phòng giam của Sasha để nói rằng cô đã đưa ra lựa chọn đúng đắn. Phía bên kia cánh cửa, Sasha vờ bật khóc và bảo rằng quyết định đó là sai lầm. Cô lo sợ rằng Negan sẽ sử dụng mình như một công cụ để chống lại nhóm Rick. Sasha cầu xin Eugene mang cho mình bất cứ thứ gì có thể làm vũ khí, một con dao, khẩu súng hay mảnh thủy tinh để có thể tự sát trước khi bị Negan lợi dụng. Sau một hồi chần chừ, Eugene đồng ý sẽ giúp cô. Tuy nhiên ở bên trong phòng giam, Sasha mỉm cười vì đã lừa được anh ấy.
Nhóm của Rick bắt đầu mang số súng bên trong kho vũ khí của Oceanside về. Khi cha xứ Gabriel bày tỏ thắc mắc rằng họ có thực sự cần phải lấy đi tất cả không, Rick cho rằng điều đó là cần thiết. Tara hứa với Cyndie rằng nhóm cô sẽ mang trả số súng này ngay sau khi xong việc.
Eugene gõ cửa phòng giam của Sasha và nhét qua khe bên dưới một viên thuốc độc mà trước đó anh đã điều chế nó cho Frankie và Tanya. Sasha tuyệt vọng khi nhận ra nó không phải là thứ vũ khí cô đang cần để tấn công Negan.
Tối muộn hôm đó, nhóm Rick về đến Alexandria và thấy Rosita là người mở cổng. Jesus hỏi cô ấy về Sasha nhưng thay vì vậy, Rosita nói rằng có một người đang muốn nói chuyện với họ. Tới phòng giam của cộng đồng, nhóm Rick trông thấy Dwight đang bị giam bên trong. Daryl giận dữ lao tới nhưng bị cản lại bởi những người khác. Khi nghe Rosita nói rằng Dwight muốn giúp phe họ chống lại Negan, Rick liền bảo "Được thôi" và chĩa súng ra lệnh cho anh ta quỳ xuống.

## Diễn viên

### Diễn viên chính
- Andrew Lincoln vai Rick Grimes
- Norman Reedus vai Daryl Dixon
- Lauren Cohan vai Maggie Rhee
- Chandler Riggs vai Carl Grimes
- Danai Gurira vai Michonne
- Melissa McBride vai Carol Peletier*
- Lennie James vai Morgan Jones*
- Sonequa Martin-Green vai Sasha Williams
- Alanna Masterson vai Tara Chambler
- Josh McDermitt vai Eugene Porter
- Christian Serratos vai Rosita Espinosa
- Jeffrey Dean Morgan vai Negan
- Seth Gilliam vai Gabriel Stokes
- Ross Marquand vai Aaron
- Austin Amelio vai Dwight
- Tom Payne vai Paul Rovia
- Xander Berkeley vai Gregory

### Diễn viên định kỳ
- Katelyn Nacon vai Enid
- Sydney Park vai Cyndie
- Deborah May vai Natania
- Jason Douglas vai Tobin
- Kenric Green vai Scott

*Không xuất hiện trong tập này

### Các diễn viên phụ khác
- Jordan Woods-Robinson vai Eric Raleigh
- Martinez vai David
- Peter Zimmerman vai Eduardo
- James Chen vai Kal
- Dahlia Legault vai Francine
- Briana Venskus vai Beatrice
- Nicole Barré vai Kathy
- Mimi Kirkland vai Rachel
- Anthony Lopez vai Oscar

## Cái chết trong tập
- David (Lúc còn sống & Sau khi biến đổi)

## Đánh giá
"Something They Need" nhận được phản hồi ổn từ giới phê bình, với 68% trong số 31 bài đánh giá trên trang Rotten Tomatoes là theo hướng tích cực. Hầu hết các chuyên gia nhận định tập phim chính là mảnh ghép cuối cùng giải quyết nốt những vấn đề trong công đoạn chuẩn bị để chính thức bước vào cuộc chiến giữa các cộng đồng. Diễn xuất của Alanna Masterson (Tara) cũng được cho là có tiến bộ rõ rệt trong tập này. Một số nhà phê bình khác dành cái nhìn khắt khe hơn, như Kelly Lawler từ nhật báo USA Today bình luận sau tập phim: "Mặc dù nửa sau Season 7 đã có cả thiện sau nửa trước chậm chap và u ám, nó vẫn mắc phải một trong những khuyết điểm lớn nhất của bộ phim này: lãng phí thời gian (cho những gì không cần thiết)".

## Lỗi phim
- Trong cảnh Gregory bước vào phòng, lấy từ chai rượu từ ngăn kéo ra và rót ra một ly, ông ta uống xong và đặt cốc phía bên trái mình. Tuy nhiên khi nhảy sang cảnh tiếp theo, trước khi Gregory rót thêm ly thứ hai, chiếc cốc đã được nhìn thấy ở bên phải ông ta.[8]